# Maurice Müller (Politiker)

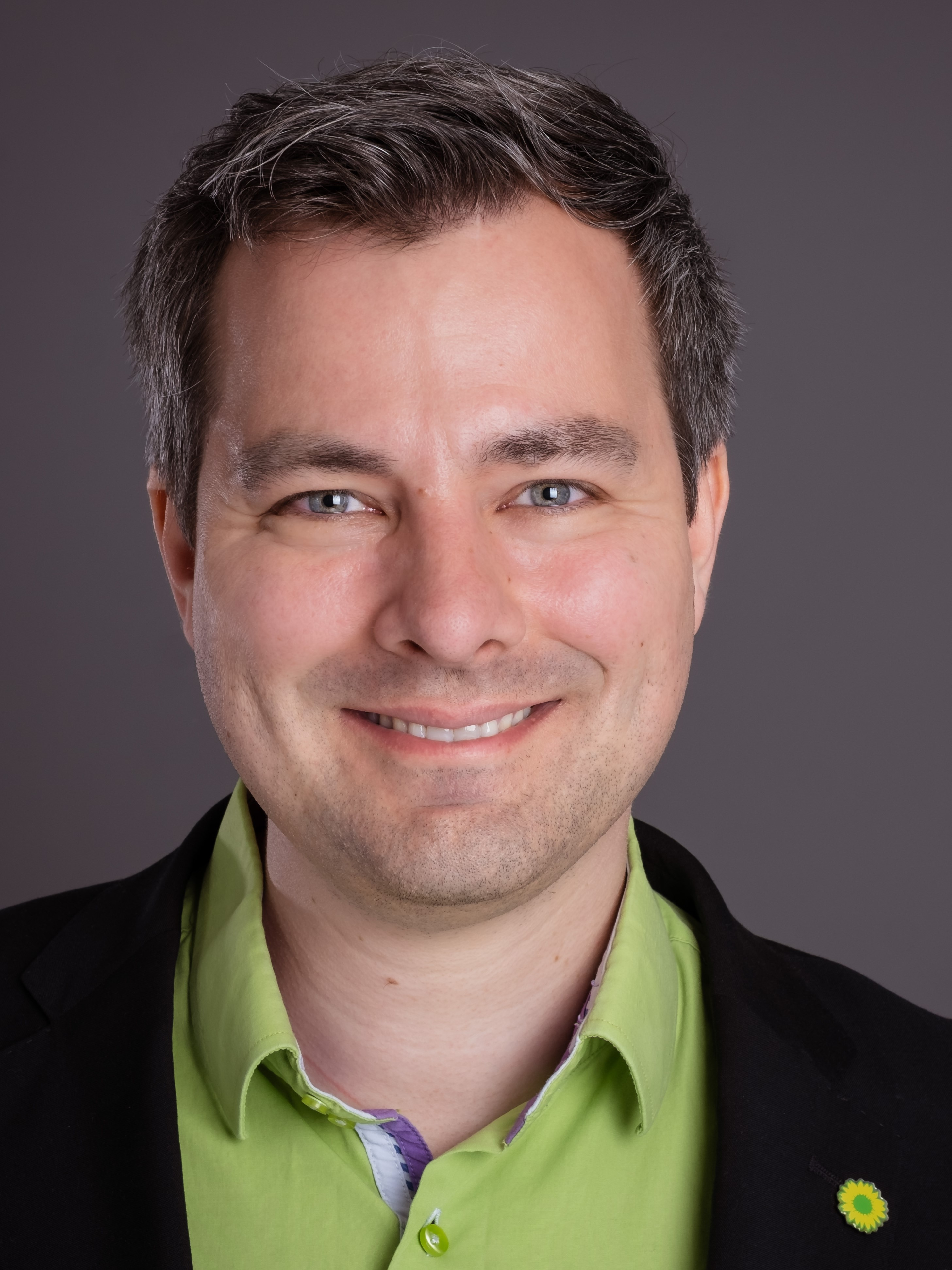
Maurice Müller (2021)

Maurice Müller (* 6. März 1983 in Kassel) ist ein deutscher Politiker (Bündnis 90/Die Grünen). Er war von 2019 bis 2023 Mitglied der Bremischen Bürgerschaft.

## Biografie

### Ausbildung und Beruf
Müller wuchs in Kassel auf und legte dort sein Abitur ab. Seinen Zivildienst absolvierte er in einer Behindertenschule mit der Einzelbetreuung eines behinderten Kindes. Müller studierte an der staatswissenschaftlichen Fakultät der Universität Erfurt und schloss dort 2006 den Bachelor of Arts ab. Müller absolvierte den Masterstudiengang Politische Kommunikation an der Universität Bielefeld sowie an der Sciences Po in Paris. Schwerpunkt des Studiums in Bielefeld ist die Analyse politischer und weiterer gesellschaftlicher Kommunikationssysteme auf Basis der Systemtheorie Niklas Luhmanns. Im Rahmen des universitären Qualifikationsprogramms Europa Intensiv absolvierte Müller ein Praktikum in der Vertretung des Landes Hessen bei der Europäischen Union in Brüssel. An der Sciences Po Paris studierte Müller „Affaires Européennes“ mit den Schwerpunkten Europarecht, Europäische Wirtschaftspolitik und PR. Er absolvierte zudem im Rahmen des Campus of Excellence ein Projekt zur Kommunikation der Stiftungen der Commerzbank in Frankfurt am Main.
Er ist seit 2011 beim Fraunhofer-Institut für Windenergiesysteme in Bremerhaven als Qualitäts- und Kommunikationsmanager angestellt.
Er studierte berufsbegleitend von 2013 bis 2014 an der Hochschule Bremerhaven Digitale Medienproduktion.
Müller ist verheiratet und wohnt im Stadtteil Geestemünde in Bremerhaven.

### Politik
Müller war seit 2009 Mitglied und später Beisitzer der Grüne Jugend in Kassel und wurde Mitglied von Bündnis 90/Die Grünen. 2012 wechselte er zum Kreisverband Bremerhaven und ist seit 2013 Beisitzer in deren Kreisvorstand.

#### Stadtrat in Bremerhaven
2014 wurde er zum Stadtrat für Umwelt und damit in den Magistrat der Seestadt Bremerhaven gewählt. Müller eröffnete in dieser Funktion ein Klimastadtbüro und unterstützte die Gründung des ersten Jugendklimarats in Bremerhaven. Im September 2014 wurde Bremerhaven unter der Führung des Umweltschutzamts zusammen mit Bremen Fairtrade Stadt. Zusammen mit dem Jugendklimarat eröffnete Müller im Dezember 2014 das erste Repair-Café in Bremerhaven.
Nach den Wahlen in Bremen 2015 wurde er Stadtrat für Gartenbau. Das Gartenbauamt sanierte im Rahmen seiner Dezernatsleitung den Holzhafen Geestemünde und wertete den Grünbereich um den Holzhafen auf. Das Gartenbauamt schuf zudem im Rahmen des Wettbewerbs „Stadtgrün naturnah“ mehr Wildblumenwiesen und Blühstreifen und führte über einen gemeinsamen Wettbewerb die Schulgärten in Bremerhavener Schulen, zusammen mit dem Schulamt, wieder ein.
Müller war bis 2019 Stadtrat für Gartenbau.

#### Kandidatur zum Deutschen Bundestag
2017 kandidierte Müller erfolglos bei der Bundestagswahl 2017 als Direktkandidat im Wahlkreis 55 Bremen II Bremerhaven wie auch auf Platz 2 der Landesliste der Grünen.

#### Bremische Bürgerschaft
Im Mai 2019 wurde Müller in die Bremische Bürgerschaft gewählt.
Er war Sprecher der Grünen-Fraktion für Innovation und Technologie sowie Sprecher für Häfen, Fischerei und Schifffahrt.
In der Bürgerschaft war er Mitglied in folgenden Gremien:
- Vorsitzender des Ausschusses für die Angelegenheiten der Häfen im Lande Bremen
- Deputation für Arbeit und Wirtschaft
- Controllingausschuss
- Ausschuss für Wissenschaft, Medien, Datenschutz und Informationsfreiheit
- Petitionsausschuss.

Er wurde 2020 Mitglied der Enquete-Kommission der Bürgerschaft zur Erarbeitung einer Klimaschutzstrategie für das Land Bremen.
Bei der Bürgerschaftswahl in Bremen 2023 trat Müller nicht mehr an und schied aus der Bürgerschaft aus.

### Weitere Mitgliedschaften
- Beiratsmitglied der Phänomenta Bremerhaven
- Stellvertretender Vorsitzender DPRG Landesverband Niedersachsen/Bremen
- Mitglied des Bund für Umwelt und Naturschutz Deutschland e. V. (BUND)
- Mitglied des Naturschutzbund Deutschland e. V. (NABU)
- Mitglied des Grünen Kreises in Bremerhaven
- Mitglied bei Foodsharing Bremerhaven
- Mitglied des NaPoKo Nachwuchsnetzwerks politische Kommunikation
- Er war Mitglied im Aufsichtsrat folgender Institutionen (2015–2019)
  - AFZ Bremerhaven
  - BIS Bremerhaven
  - bean Bremerhaven
  - BIT Bremerhaven